# Encavage
Encavage est un terme utilisé en Suisse romande pour désigner l'endroit de production d'un vin. 

## Description
Étymologiquement, l'encavage désigne la mise en cave de denrées alimentaires, la cave servant alors de cellier. L'extension de ce terme au lieu de garde du vin date du XVIIe siècle selon le Petit Robert. 
Actuellement, on parle par exemple de l'encavage de l'État pour les vins produits pour et par un canton. La profession de vigneron s'est également appropriée le terme et un producteur qui s'occupe lui-même de la vinification de son raisin sera appelé vigneron encaveur. De nombreuses entreprises de production de vin incluent le terme encavage dans leur raison sociale. 